# Куценко Світлана Яківна
Світлана Яківна Куценко (14 квітня 1940, Київ, УРСР — 9 січня 2017, Київ, Україна) — радянська та українська кіноредакторка та сценаристка. Заслужений діяч мистецтв України (2010). Членкиня Національної спілки кінематографістів України (з 1975 р.).

## Життєпис
Народилася 14 квітня 1940 р. у Києві в родині важкоатлета Якова Куценка.
Закінчила факультет журналістики Київського державного університету ім. Т. Г. Шевченка (1961). Працювала редакторкою студії телебачення (1961—1963), власкоркою газети «Советская культура» (1963—1964), редакторкою і сценаристкою студії «Укрторгрекламфільм» (1964—1965).
З 1965 р. — старша редакторка «Київнаукфільму».
Вела стрічки: «Сказання про Ігорів похід», «Пригоди Хоми Зами-калкіна», «Як жінки чоловіків продавали» (1972), «Людина і слово» (1973), «Як чоловіки наречених визволяли» (1974) та ін.
З 1984—2016 р. — головна редакторка студії «Укранімафільм».

Могила Світлани Куценко та її родини, Байкове кладовище

Авторка сценаріїв мультиплікаційних кінокартин: «Марс-XX» (1969), «Про смугасте слоненя» (1971), «Пригоди жирафки», «Пригоди малюка Гіпопо» (1974), «Квітка папороті» (1980, у співавт.), «Плутанина» (1982) та ін.
Головна редакторка кіностудії «Укранімафільм».
Була одружена з кінооператором Едуардом Тімліним.
Померла 9 січня 2017 року у Києві після тяжкої та тривалої хвороби. Похована на Байковому кладовищі разом з родиною (ділянка № 52, 50°25′19.36″ пн. ш. 30°30′24.69″ сх. д. / 50.4220444° пн. ш. 30.5068583° сх. д.).

## Фільмографія

### Сценаристка
1. 1969 — «Марс XX» (у співавт.)
2. 1971 — «Про смугасте слоненя»
3. 1973 — «Пригоди жирафки»
4. 1973 — «Пригоди малюка Гіпопо»
5. 1979 — «Квітка папороті»
6. 1982 — «Плутанина»
7. 1985 — «Гра»
8. 1986 — «Справа доручається детективу Тедді. Космічна загадка»
9. 1987 — «Біла арена»
10. 1989 — «Осінній вальс»
11. 2016 — «Микита Кожум'яка»

### Редакторка
1. 1966 — «Маруся Богуславка»
2. 1967 — «Пісенька в лісі»
3. 1967 — «Розпатланий горобець»
4. 1967 — «Тяв і Гав»
5. 1968 — «Івасик-Телесик»
6. 1968 — «Музичні малюнки»
7. 1968 — «Осіння риболовля»
8. 1968 — «Подарунок»
9. 1968 — «Опудало»
10. 1968 — «Казка про місячне світло»
11. 1969 — «Страшний звір»
12. 1970 — «Журавлик»
13. 1970 — «Каченя Тім»
14. 1970 — «Чарівні окуляри»
15. 1970 — «Як їжачок шубку міняв»
16. 1970 — «Котигорошко»
17. 1970 — «Хлопчик і хмаринка»
18. 1971 — «Вася і динозавр»
19. 1971 — «Дивовижне китеня»
20. 1971 — «Чарівник Ох»
21. 1971 — «Кульбаба — товсті щоки»
22. 1971 — «Страшний, сірий, кудлатий»
23. 1972 — «Бегемот та сонце»
24. 1972 — «Братик Кролик та братик Лис»
25. 1972 — «Як жінки чоловіків продавали»
26. 1972 — «Навколо світу мимоволі»
27. 1972 — «Про порося, яке вміло грати у шашки»
28. 1972 — «Сказання про Ігорів похід»
29. 1972 — «Тигреня в чайнику»
30. 1972 — «Зубна билиця»
31. 1973 — «Була у слона мрія»
32. 1973 — «Веселе курча»
33. 1973 — «Зайченя заблукало»
34. 1973 — «Людина і слово»
35. 1973 — «Мишеня, яке хотіло бути схожим на людину»
36. 1973 — «Парасолька на риболовлі»
37. 1973 — «Таємниця країни суниць (мультфільм)»
38. 1973 — «Як козаки наречених визволяли»
39. 1974 — «Грай, моя сопілочко»
40. 1974 — «Кіт Базиліо і мишеня Пік»
41. 1974 — «Ниточка і кошеня»
42. 1974 — «Оленятко — білі ріжки»
43. 1974 — «Казка про білу крижинку»
44. 1975 — «А нам допоможе робот...»
45. 1975 — «Як козаки сіль купували»
46. 1975 — «Салют»
47. 1975 — «Як їжачок і ведмедик зустрічали Новий рік»
48. 1975 — «Обережно — нерви!»
49. 1976 — «Як годували ведмежа»
50. 1976 — «Як чоловіки жінок провчили»
51. 1976 — «Лісова пісня»
52. 1976 — «Козлик та його горе»
53. 1976 — «Тато, мама і золота рибка»
54. 1976 — «Пригоди капітана Врунгеля» (1—3 с.)
55. 1976 — «Казка про жадібність»
56. 1977 — «Нікудишко»
57. 1977 — «Пригоди капітана Врунгеля» (4—6 с.)
58. 1977 — «Казка про Івана, пана та злидні»
59. 1978 — «Ватажок»
60. 1978 — «Паперовий змій»
61. 1978 — «Як козаки олімпійцями стали»
62. 1978 — «Якщо падають зірки...»
63. 1978 — «Нічні капітани»
64. 1978 — «Пригоди капітана Врунгеля» (7—9 с.)
65. 1980 — «Соняшонок, Андрійко і пітьма»
66. 1980 — «Одного разу я прийшов додому»
67. 1981 — «Ванька Жуков»
68. 1981 — «Золоте курча»
69. 1981 — «Крилатий майстер»
70. 1981 — «Партизанська снігуронька»
71. 1981 — «Про великих та маленьких»
72. 1981 — «Сонячний коровай»
73. 1981 — «Аліса в Країні чудес»
74. 1982 — «Аліса в Задзеркаллі»
75. 1982 — «Дуже давня казка»
76. 1982 — «Дощику, дощику, припусти!»
77. 1983 — «Дерево і кішка»
78. 1983 — «Жили-були думки»
79. 1983 — «Крила»
80. 1983 — «Савушкін, який не вірив у чудеса»
81. 1983 — «День, коли щастить»
82. 1984 — «Джордано Бруно»
83. 1984 — «Зустріч»
84. 1984 — «Колискова»
85. 1984 — «Казка про карасів, зайця і бублики»
86. 1984 — «Лікар Айболить» (с. 1—3: «Лікар Айболить та його звірі», «Бармалей і морські пірати», «Варвара — зла сестра Айболита»)
87. 1984 — «Старий і півень»
88. 1984 — «Твій люблячий друг»
89. 1984 — «Як Петрик П'яточкін слоників рахував»
90. 1984 — «Як козаки на весіллі гуляли»
91. 1985 — «Дівчинка та зайці»
92. 1985 — «Із життя пернатих»
93. 1985 — «Ненаписаний лист»
94. 1985 — «Чумацький шлях»
95. 1985 — «Лікар Айболить» (6—7 с. «Крокодил і сонце», «Спасибі, лікарю!»)
96. 1985 — «Сампо з Лапландії»
97. 1986 — «Ґаврош»
98. 1986 — «Знахідка»
99. 1986 — «Історія про дівчинку, яка наступила на хліб»
100. 1986 — «Морозики-морози»
101. 1986 — «Про бегемота на ім'я Ну-й-нехай»
102. 1987 — «Велика подорож»
103. 1987 — «Вікно»
104. 1987 — «Друзі мої, де ви?»
105. 1987 — «Як козаки інопланетян зустрічали»
106. 1988 — «Де ти, мій коню?..»
107. 1988 — «З життя олівців»
108. 1988 — «Ой, куди ж ти їдеш?»
109. 1988 — «Острів скарбів»
110. 1988 — «Страшна помста»
111. 1989 — «Недоколисана»
112. 1990 — «Безтолковий вомбат»
113. 1990 — «Найсправжнісінька пригода»
114. 1991 — «Заєць в людях»
115. 1991 — «Крокодил»
116. 1991 — «Колекція»
117. 1991 — «Кам'яні історії»
118. 1991 — «Капітан Туссі»
119. 1991 — «Енеїда»
120. 1991 — «Котик та півник»
121. 1992 — «Круглячок»
122. 1992 — «Богданчик і барабан»
123. 1992 — «Кривенька качечка»
124. 1992 — «Історія кохання»
125. 1992 — «Сім мам Семена Синєбородька»
126. 1992 — «...Ми — чоловіки!»: 
  1. «Окуляри»
  2. «Отелло»
  3. «Великі та маленькі»
127. 1992 — «Полювання»
128. 1992 — «Приз»
129. 1993 — «Різдвяна казка»
130. 1993 — «Лялька»
131. 1993 — «Тредичіно»
132. 1994 — «Історія одного Поросятка»
133. 1994 — «Цап та Баран»
134. 1994 — «Про Дуків Срібляників і Хвеська Ганджу Андибера»
135. 1994 — «День народження Юлії»
136. 1995 — «Казка про богиню Мокошу»
137. 1995 — «Грицеві писанки»
138. 1995 — «Коза-дереза»
139. 1995 — «Як козаки у хокей грали»
140. 1996 — «Вій»
141. 1996 — «Рукавичка»
142. 1996 — «Тополя»
143. 1997 — «Покрово-Покрівонько...»
144. 1997 — «Ходить Гарбуз по городу...»
145. 1997 — «Як метелик вивчав життя»
146. 1998 — «Синя шапочка»
147. 1999 — «Залізний вовк»
148. 1999 — «Як у нашого Омелечка невеличка сімеєчка...»
149. 2000 — «Зерно»
150. 2000 — «Літачок Ліп»
151. 2001 — «Ку...»
152. 2001 — «Світла особистість»
153. 2002 — «Йшов трамвай дев'ятий номер»
154. 2002 — «Компромікс»
155. 2002 — «Одноразова вічність»
156. 2003 — «Було літо...»
157. 2003 — «Нікого немає вдома»
158. 2004 — «Війна яблук та гусені»
159. 2004 — «Ключ»
160. 2004 — «Засипле сніг дороги…»
161. 2004 — «П'єса для трьох акторів»
162. 2005 — «Будиночок для равлика»
163. 2005 — «Каприз»
164. 2005 — «Про кішку, яка упала з неба»
165. 2006 — «Найменший»
166. 2006 — «Жив собі чорний кіт»
167. 2006 — «Коп і Штик. Завзяті кроти»
168. 2006 — «Курка, яка несла всяку всячину»
169. 2006 — «Чого у лісі не буває»
170. 2006 — «Чарований запорожець»
171. 2006 — «Калейдоскоп»
172. 2008 — «Врятуй і збережи»
173. 2008 — «Маленький великий пес»
174. 2008 — «Театральний роман»
175. 2008 — «Чарівний горох»
176. 2008 — «Червона жаба»
177. 2009 — «Стати твердим» (у співавт. з Євгеном Сивоконем)
178. 2010 — «О, Париж!»
179. 2013 — «Двісті перша»
180. 2013 — «Пригоди Котигорошка та його друзів» (у співавт. з Вадимом Шинкарьовом)
181. 2013 — «Птахи»
182. 2013 — «Літа мої...»
183. 2014 — «Халабудка»
184. 2016 — «Лахмітко»